# Dans le silence de l'aube
Dans le silence de l'aube  est un roman de Françoise Bourdin, publié en 2008. Il s'agit du 31e livre de l'auteure.

## Résumé
Axelle Montgomery, qui a seulement 27 ans, est l'héritière d'une dynastie d'entraîneurs de Maisons-Laffitte, qui a repris l'écurie familiale succédant à Ben Montgomery, son grand-père handicapé à la suite d'un accident. Mais la jeune femme, malgré son assurance et son caractère bien trempé, doit contrer les intrigues des envieux, et en particulier celles de son frère, un jockey malchanceux. Elle doit prouver qu'une femme peut faire gagner son cheval malgré à la rudesse du milieu des courses. 
À l'occasion du décès brutal de Ben, choisira-t-elle de donner libre cours à son attirance pour Antonin, le jockey-vedette de l'écurie, dont elle se défend de tomber amoureuse, au risque de compromettre son autorité professionnelle ou son penchant pour Xavier, un séduisant informaticien, fils d'un propriétaire de chevaux, qu'elle entraine, mais dont l'univers est fort éloigné du monde des courses ?

## Éditions françaises
- Paris, Éditions Belfond, 2008  (ISBN 978-2-7144-4354-0)
- Paris, Pocket, coll. « Pocket » no 14164, 2014  (ISBN 978-2-266-19650-5)